# Boris Špilevskij
Boris Špilevskij (in russo Борис Шпилевский?; Mosca, 20 agosto 1982) è un ex ciclista su strada russo, professionista dal 2007 al 2015.
La sua principale affermazione in carriera è stata quella nella gara a cronometro Firenze-Pistoia del 2007. Nel suo palmarès vanta anche la vittoria nella seconda tappa del Giro del Belgio 2008 e successi in numerose gare in Asia.

## Palmarès
- 2003

1ª tappa Triptyque des Barrages
4ª tappa Grand Prix Tell
6ª tappa Grand Prix Tell
- 2005 (Ozieri-Gruppo Lupi)

Memorial Daniele Angelini
Gran Premio San Flaviano
Coppa Contessa Carnevale - Memorial Fausto Coppi
Circuito di Cesa
Trofeo Festa Patronale - Trofeo Fosco Frasconi
- 2006 (AC Sammarinese Gruppo Lupi)

Coppa Mobilio Ponsacco
Trofeo Alvaro Bacci
Circuito di Cesa
Classifica generale Giro della Regione Friuli Venezia Giulia
Gran Premio Camon
Gran Premio Ezio Del Rosso
- 2007

Firenze-Pistoia
Clásica Memorial Txuma
2ª tappa Flèche du Sud (Bourscheid > Troisvierges)
4ª tappa Flèche du Sud (Dudelange > Esch-sur-Alzette)
Classifica generale Flèche du Sud
- 2008

2ª tappa Giro del Belgio (Eeklo > Tienen)
1ª tappa Tour of Hainan (Sanya > Xinglong)
2ª tappa Tour of Hainan (Xinglong > Wenchang)
4ª tappa Tour of Hainan (Haikou > Chengmai)
6ª tappa Tour of Hainan (Danzhou > Changjiang)
7ª tappa Tour of Hainan (Changjiang > Wuzhishan)
8ª tappa Tour of Hainan (Wuzhishan > Sanya)
Classifica generale Tour of Hainan
- 2009

2ª tappa Tour of Hainan (Baoting > Xinglong)
6ª tappa Tour of Hainan (Chengmai > Danzhou)
8ª tappa Tour of Hainan (Dongfang > Sanya)
9ª tappa Tour of Hainan (Sanya)
- 2010

5ª tappa Tour du Maroc (Fès > Meknès)
8ª tappa Tour du Maroc (Tangeri > Souk el Arbaa)
9ª tappa, 2ª semitappa Tour du Maroc (Khemisset > Rabat)
2ª tappa Five Rings of Moscow (Tarussa)
4ª tappa Five Rings of Moscow (Mosca)
7ª tappa Tour of Qinghai Lake (Xihaizhen > Qilian)
8ª tappa Tour of Qinghai Lake (Qilian > Qingshizui)
- 2011

9ª tappa Tour de Langkawi (Malacca > Nilai)
4ª tappa Tour of China (Mianyang > Suining)
5ª tappa Tour of China (Suining > Guang'an)
6ª tappa Tour of China (Bishan > Bishan)
7ª tappa Tour of China (Chengdu > Chengdu)
1ª tappa Tour of East Java (Gersik > Gersik)
1ª tappa Tour of Taihu (Wuxi > Wuxi)
5ª tappa Tour of Taihu (Changzou > Yixing)
Classifica generale Tour of Taihu
- 2013

1ª tappa Tour of Fuzhou (Fuzhou > Yongtai)
- 2014

7ª tappa Tour of China I (Chongqing Banan > Chongqing Banan)
2ª tappa Tour of China II (Chenzhou > Jiahe)
5ª tappa Tour of China II (Tianjin Wuqing > Tianjin Wuqing)
Classifica generale Tour of China II
5ª tappa Tour of Taihu (Xhangjiagang > Xhangjiagang)
9ª tappa Tour of Taihu (Suzhouwan > Suzhouwan)
1ª tappa Tour of Fuzhou (Fuzhou > Fuzhou)

### Altri successi
- 2011

Classifica a punti Tour of Taihu
- 2014

Classifica a punti Tour of China I
Classifica a punti Tour of China II

## Piazzamenti

### Classiche monumento
- Giro delle Fiandre

2009: ritirato

### Competizioni mondiali
- campionati del mondo

Verona 2004 - In linea Under-23: 61º
Varese 2008 - In linea Elite: ritirato